# Voralpen-Express

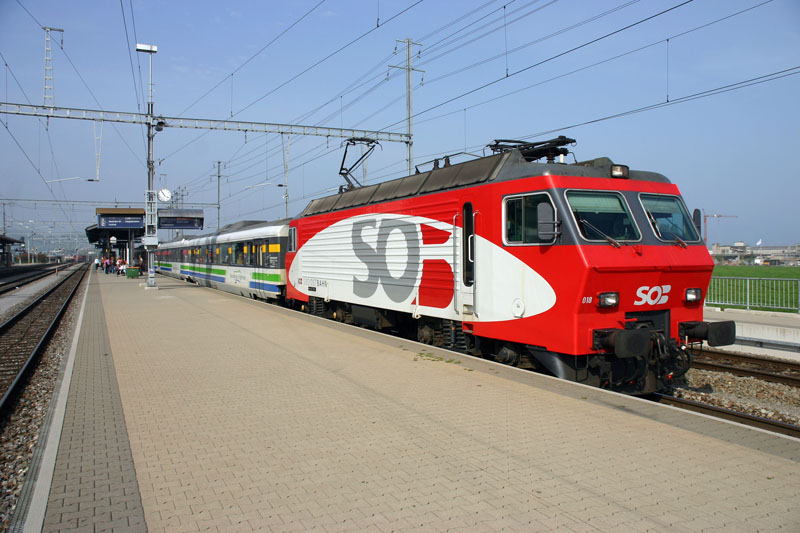
Le Voralpen-Express tracté par une Re 446 du Südostbahn en gare de Pfäffikon SZ

Le Voralpen-Express est un train, littéralement l'Express des Préalpes, qui relie depuis 1992 Lucerne, sur les bords du lac des Quatre-Cantons, à Saint-Gall. Jusqu'au changement d'horaire du 15 décembre 2013, il roulait jusqu'à Romanshorn, sur le lac de Constance.

## Historique
Le Voralpen-Express était dans la catégorie des InterRegio. Dès le 15 décembre 2013, il possède désormais sa propre dénomination VAE.  

## Itinéraire
- Luzern
- Luzern Verkehrshaus
- Meggen Zentrum
- Küssnacht am Rigi
- Arth-Goldau
- Biberbrugg
- Wollerau
- Pfäffikon SZ
- Rapperswil
- Schmerikon
- Uznach
- Wattwil
- Degersheim
- Herisau
- St. Gallen

## Matériel roulant

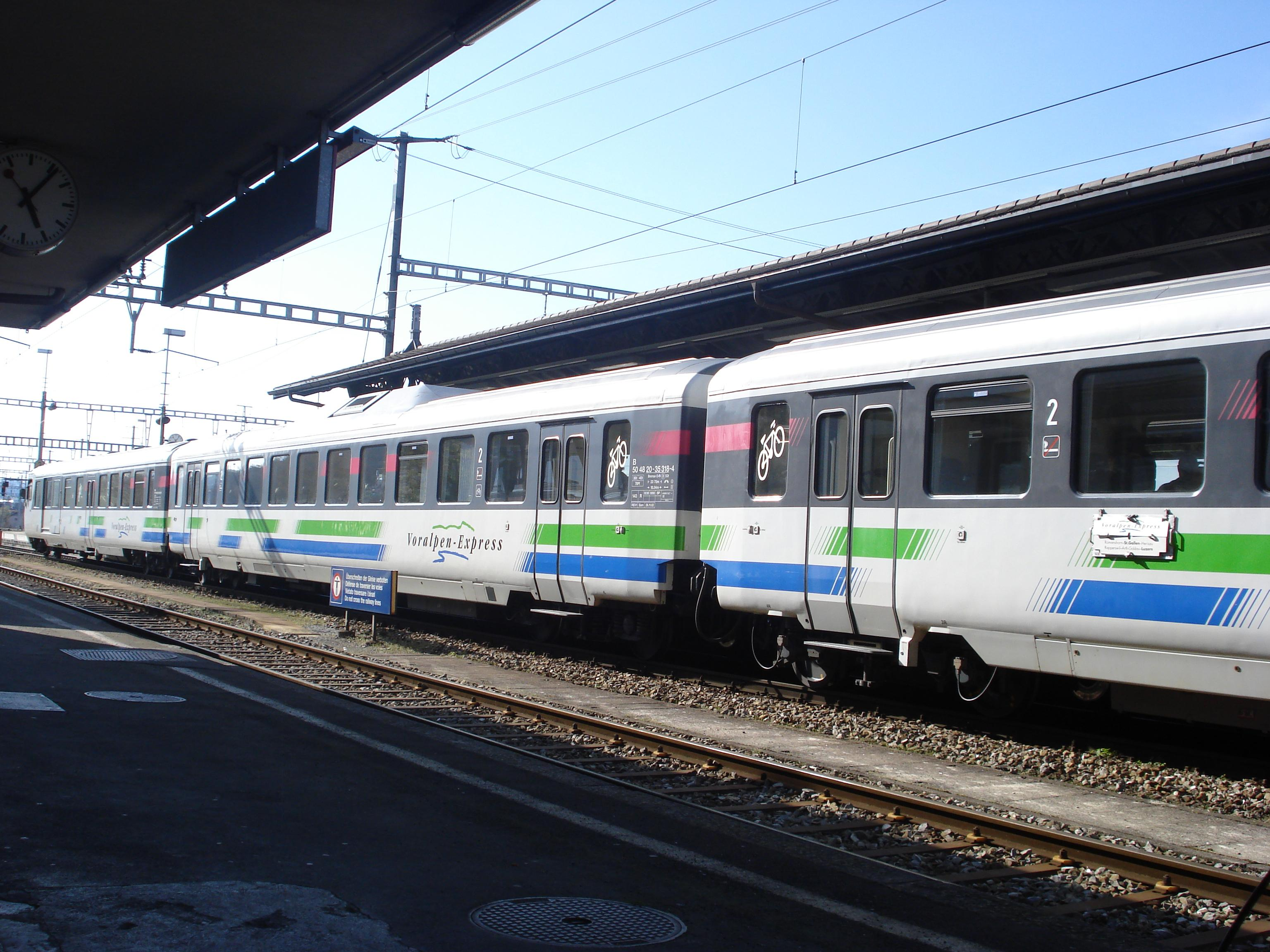
Voitures unifiées I Revvivo  à Pfäffikon SZ

À ses débuts, le Voralpen-Express était assuré en rame tractée composée de voitures unifiées IV appartenant à l'une ou l'autre des trois entreprises ferroviaires exploitantes, à savoir les CFF, le SOB et le BT. La composition n'était pas homogène et comprenait des véhicules d'au moins deux des trois compagnies, accompagnée d'une voiture-bar SOB ou BT. La locomotive pouvait être une Re 4/4 II CFF, une Re 4/4 III 41 à 44 du SOB ou une Re 4/4 91 à 96 du BT.
Dès 1999, le Südostbahn fait rénover en profondeur ses voitures unifiées I en Revvivo  par Stadler Rail à Altenrhein ; ainsi transformées, elles composent dorénavant le Voralpen-Express en rame réversible, avec une voiture-pilote à une extrémité. La rame est accouplée à une Re 4/4 II CFF ou une locomotive du SOB : Re 446 015 à 018 ou Re 456 091 à 096. Les douze VU IV BT et SOB, devenues inutiles, sont vendues et échangées avec les CFF contre 9 VU I à transformer.
Le 4 mai 2017, la compagnie annonce la mise en vente de l'ensemble du parc du Voralpen-Express, pour fin 2019, la compagnie disposant dès juin 2019 des nouveaux trains Stadler FLIRT Traverso. Ces derniers remplaceront les rames tractées par des  Re 446 et Re 456 ainsi que les voitures VU IV..

### Navettisation

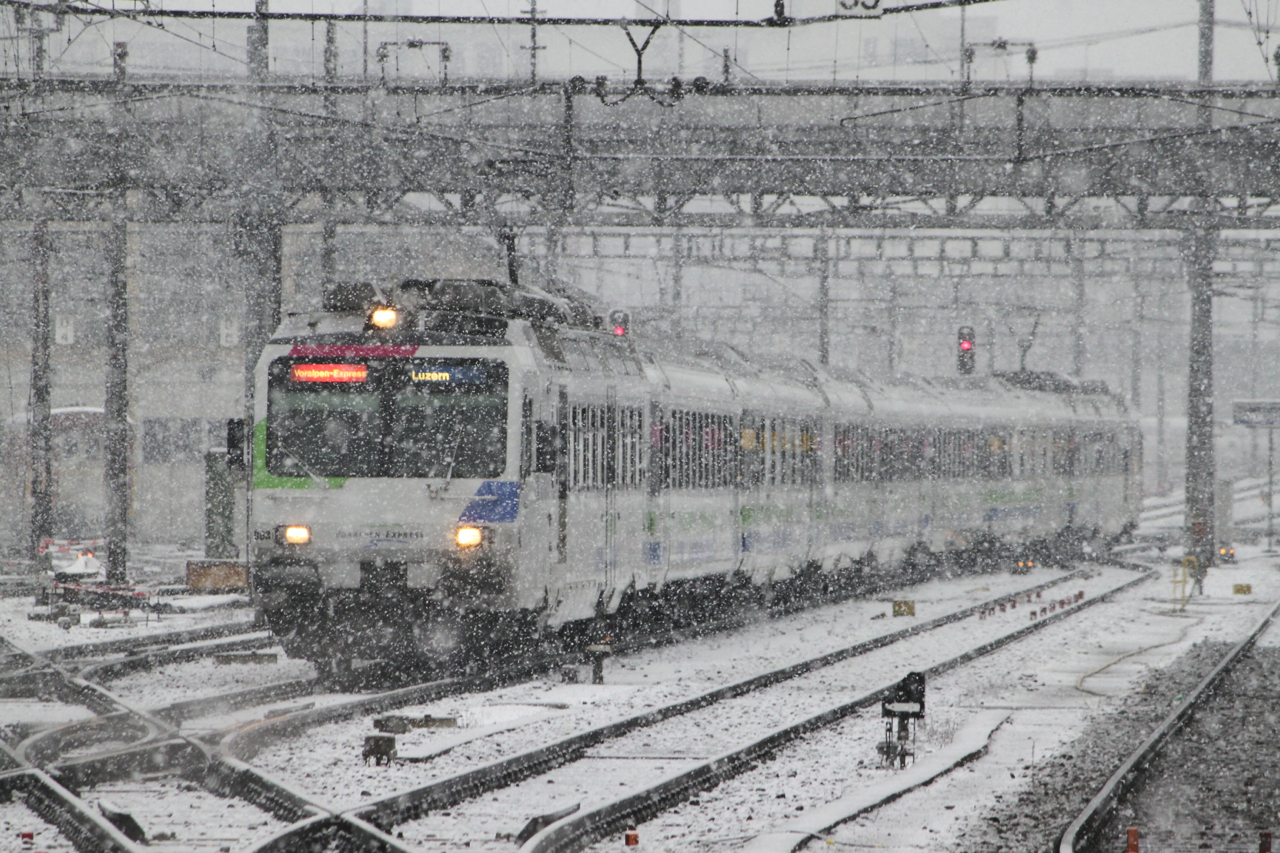
Rame réversible Voralpen-Express composée de deux RBDe 561 encadrant 5 voitures Revvivo  et 1 VU I

Dès le changement d'horaire du 15 décembre 2013, les compositions de l'Express sont rallongées et navettisées par l'adjonction à chaque extrémité d'un véhicule moteur. Les Express sont assurés par six rames réversibles :
- 3 rames comprenant 2 Re 456 encadrant 4 voitures Revvivo , 2 voitures Colibri SOB et 1 voiture-pilote (longueur 205 m)[5] ;
- 1 rame comprenant 2 Re 446 encadrant 6 voitures Revvivo  et 1 voiture-pilote (longueur 198,80 m)[6] ;
- 2 rames comprenant 2 RBDe 561 081–084 (ex RBDe 566 077–080) encadrant 5 voitures Revvivo  et 1  voiture VU I (longueur 192,20 m)[7].

Le 4 mai 2017, la compagnie annonce la mise en vente de l'ensemble du parc du Voralpen-Express, pour fin 2019, la compagnie disposant dès juin 2019 des nouveaux trains Stadler FLIRT Traverso. Ces derniers remplaceront les rames tractées par des Re 446 et Re 456 ainsi que les voitures VU IV.. 

## Galerie photos

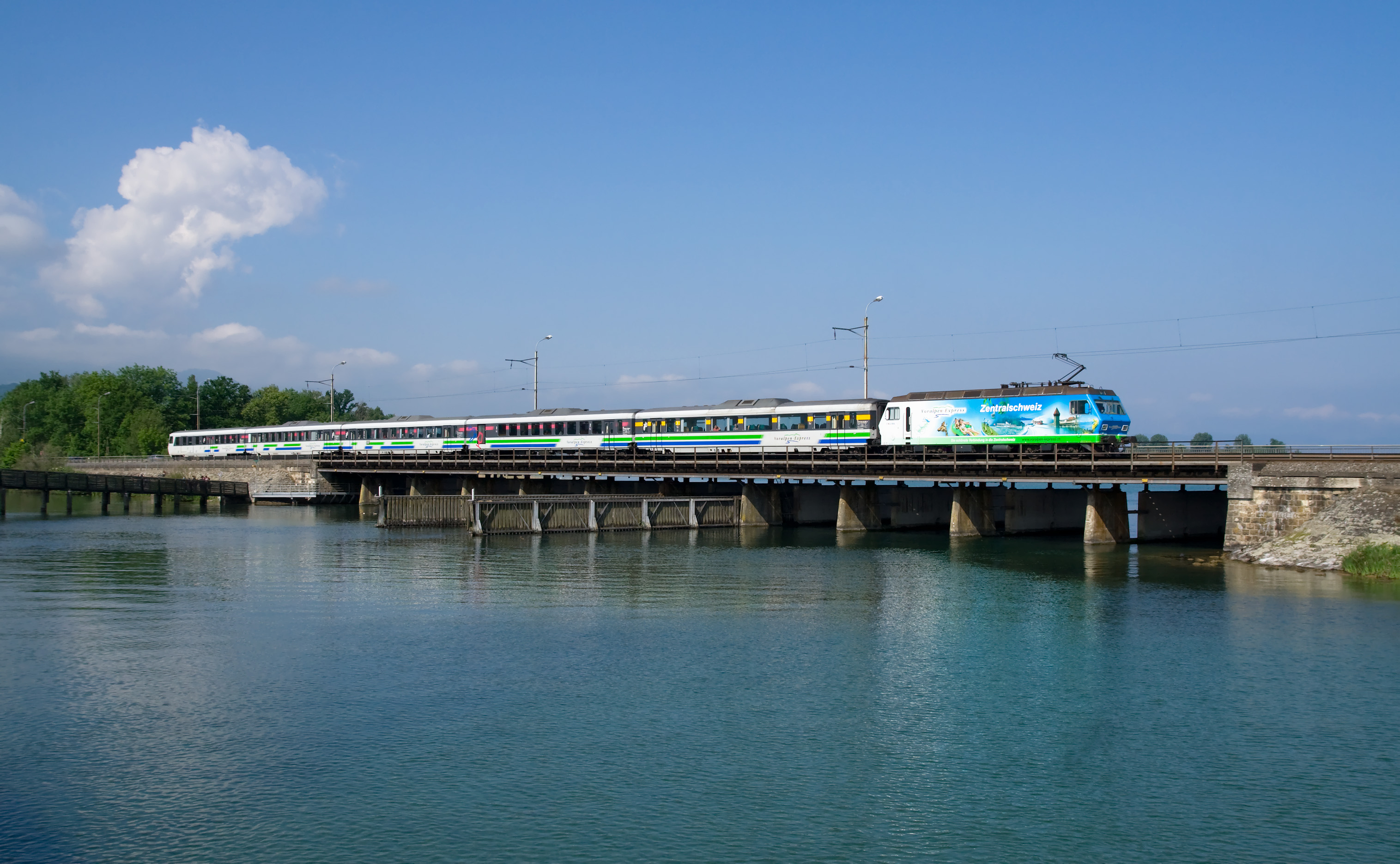
Le Voralpen-Express franchit la digue de Rapperswil, sur le lac de Zurich
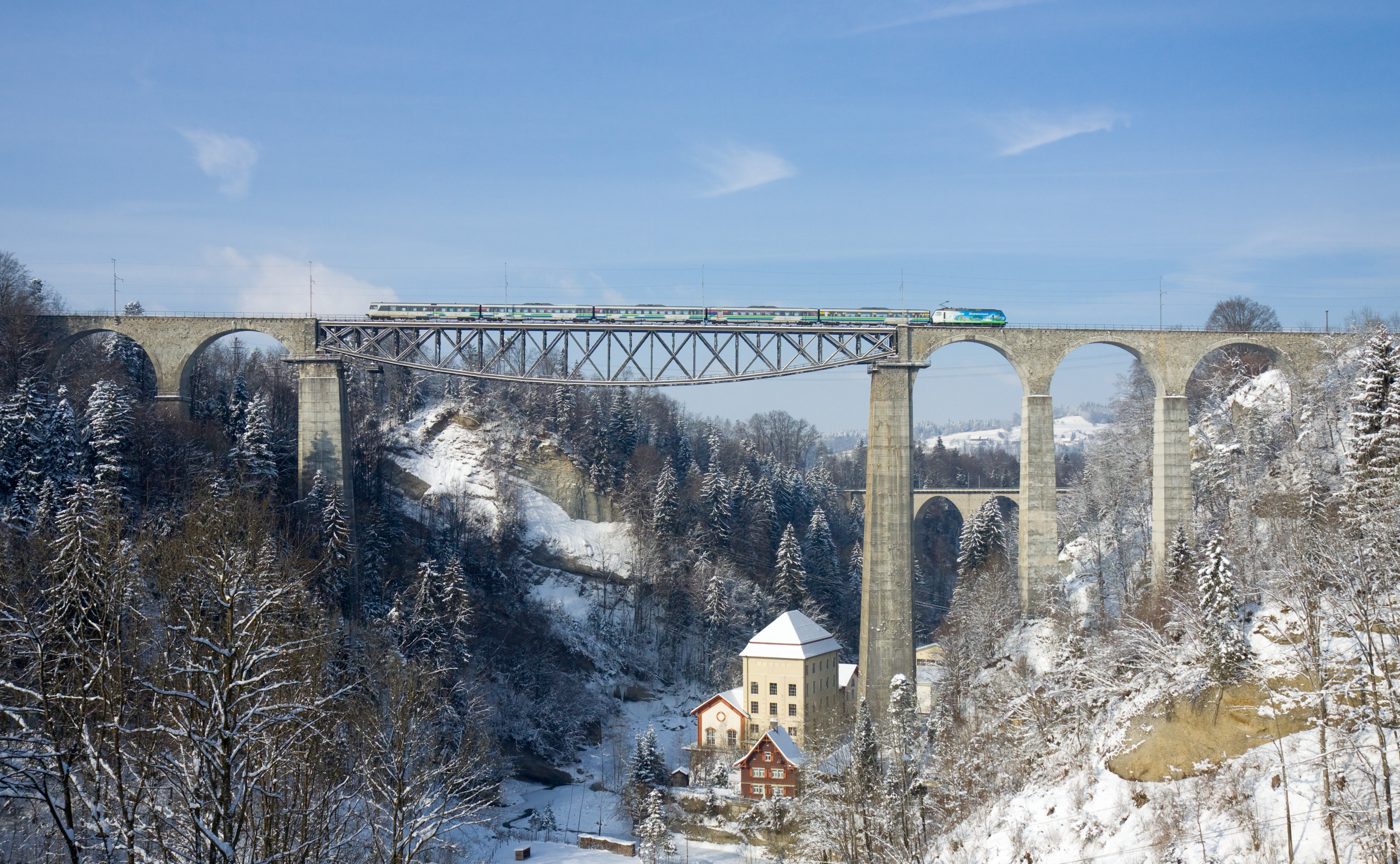
Le viaduc sur la Sitter, le plus haut pont ferroviaire de Suisse, entre Herisau et St-Gall
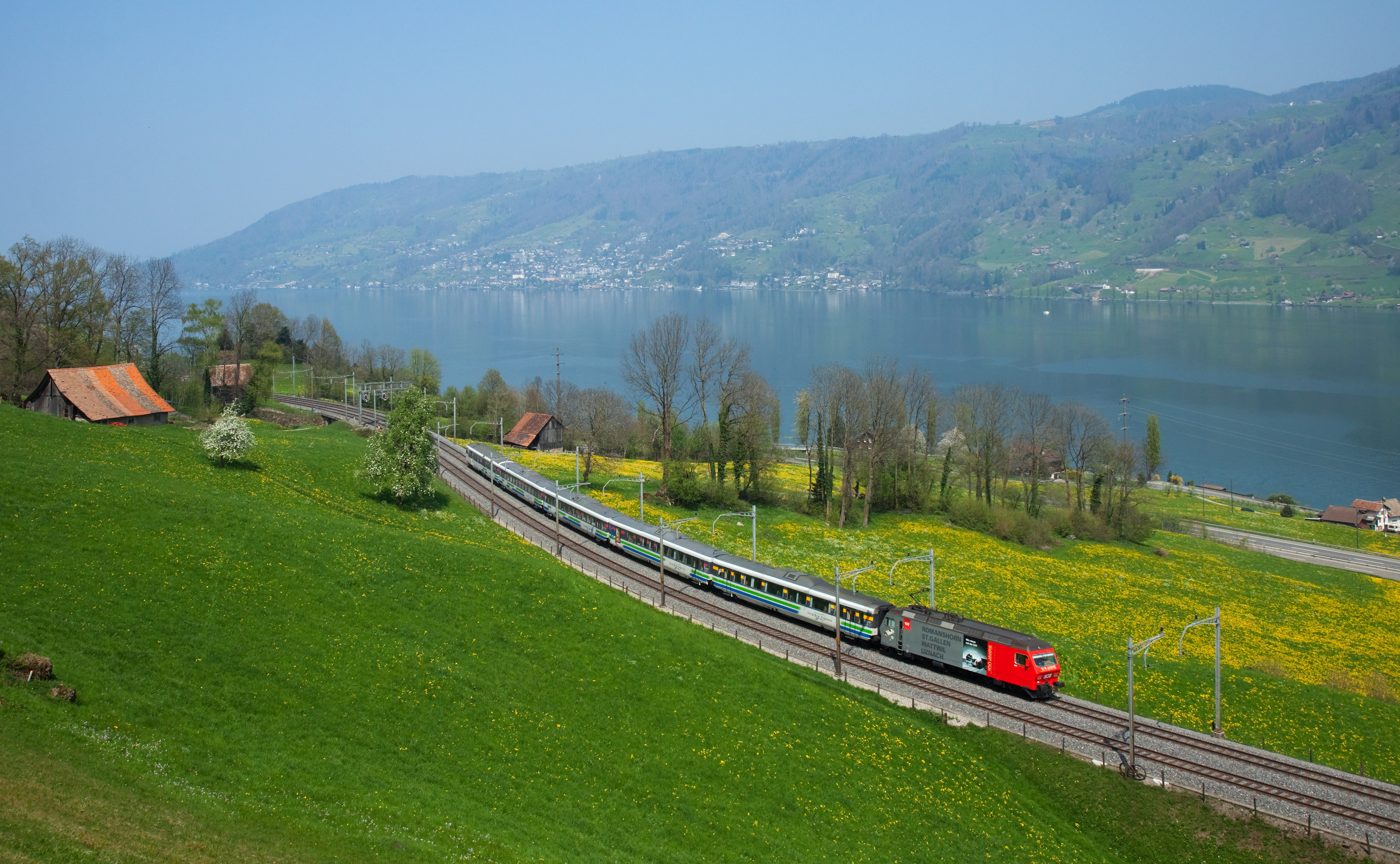
Longeant le lac de Zoug, le Voralpen-Express approche de la gare d'Arth-Goldau
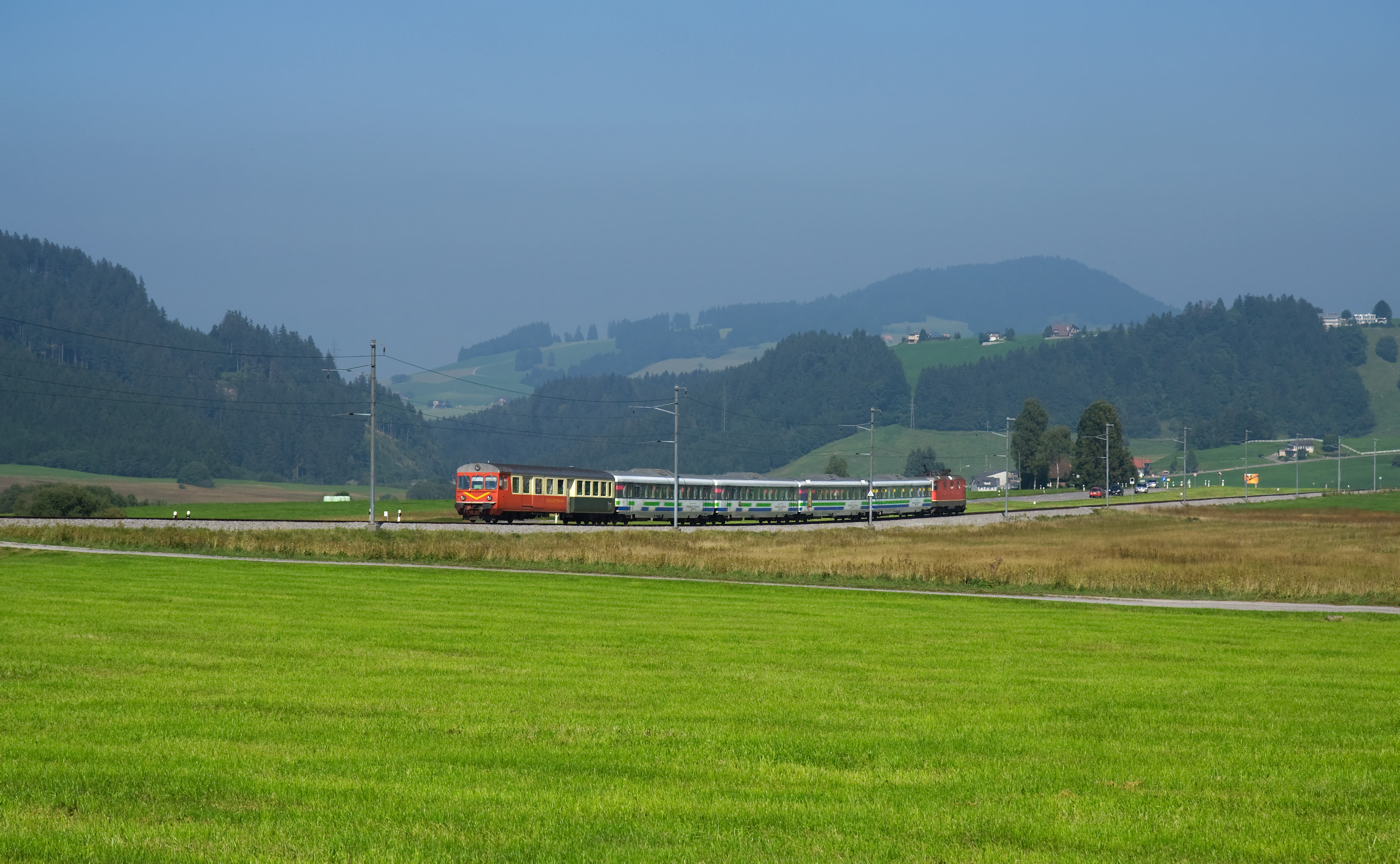
Sur le plateau de Rothenthurm. La voiture-pilote du SOB n'est pas rénovée